# Ajtai K. Albert

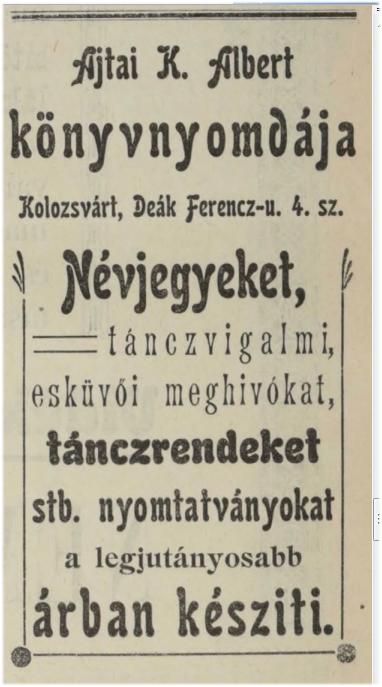
Reklám a kolozsvári Nemzeti Hírlapban 1904-ben

Ajtai K. Albert (névváltozatai: Ajtai Kovács Albert, Ajtai Kovách Albert) (Kolozsvár, 1838. március 8. – Kolozsvár, 1919. március 13.) nyomdász, nyomdatulajdonos, szerkesztő, műfordító, az Erdélyi Múzeum-Egyesület alapító tagja, Ajtai K. Sándor testvérbátyja.

## Élete
Apja könyvkötőmester volt Kolozsváron.  Iskolái bevégeztével könyvkötő mesterséget tanult, majd 1854–1858 között Berlinben, Zürichben és Stuttgartban folytatott szaktanulmányokat. Miután hazatért Kolozsvárra, 1858–1865 között apja műhelyében dolgozott. 1865–1868 között Párizsban élt, ahol az ottani magyar egylet titkáraként is működött. 1868–1869 között Budapesten műkönyvkötészete volt. Visszatért Kolozsvárra, ahol 1869–1881 között szintén könyvkötő volt. Közben a Magyar Polgár korrektora, a líceumi nyomda vezetője volt. 1882-ben saját nyomdát nyitott, amelynek haláláig a tulajdonosa volt. Nyomdája egyetemi tankönyveket és jegyzeteket is megjelentetett.
Francia regényeket és operetteket fordított magyarra. Jules Verne egyik első magyarországi fordítója, és egyben népszerűsítője volt. A Magyar Polgár című lap számára tárcákat fordított franciából és németből.
A Magyar Polgár kiadója és felelős szerkesztője volt (1882–1886, majd  1898–1904 között).  Ugyancsak kiadója és felelős szerkesztője volt a Kolozsvár című napilapnak 1898–1901 között.
1884-ben feleségül vette Szabó Pepi (Rutkai Szabó Jozefa) színésznőt.

## Főbb fordításai
- Jules Verne: Három orosz és három francia kalandjai. (Kolozsvár, 1874)
- Jules Verne: Egy dráma a légben. (Magyar Polgár, 1875).